# Cantone di Castelnaudary
Il Cantone di Castelnaudary è una divisione amministrativa dell'arrondissement di Carcassonne.
È stato costituito a seguito della riforma approvata con decreto del 21 febbraio 2014, che ha avuto attuazione dopo le elezioni dipartimentali del 2015.

## Composizione
Comprende i 22 comuni di:
- Airoux
- Les Cassés
- Castelnaudary
- Fendeille
- Issel
- Labastide-d'Anjou
- Lasbordes
- Mas-Saintes-Puelles
- Montferrand
- Montmaur
- Peyrens
- La Pomarède
- Puginier
- Ricaud
- Saint-Martin-Lalande
- Saint-Papoul
- Saint-Paulet
- Souilhanels
- Souilhe
- Soupex
- Tréville
- Villeneuve-la-Comptal